# Studebaker Lark
La Lark è un'autovettura compact costruita dalla Studebaker dal 1959 al 1966. Fu tra le prime mai fabbricate di questa categoria.
Era a trazione posteriore con motore anteriore, ed era disponibile in tre versioni: berlina 4 porte, coupé 2 porte e station wagon 2 porte.
La Lark era prodotta sia nello stabilimento principale della Studebaker, a South Bend in Indiana, che a Hamilton in Canada. La vettura era anche esportata come modello completo o come kitcar.
Dopo il 1958 furono anche prodotte vetture basate sulla Lark, che furono vendute in misura maggiore della sportiva Hawk e della successiva Avanti. La Studebaker, che festeggiava il centenario dalla fondazione nel 1952, cessò la fabbricazione di automobili nel 1966, e con esso la produzione della Lark.

## Il contesto
Quando la Lark fu concepita, la Studebaker era sotto contratto con la Curtiss-Wright, un costruttore di aeroplani a cui erano affidate le sorti dell'azienda di South Bend per migliorarne le finanze. La Studebaker era in difficoltà economica da tempo, quando il presidente Harold Churchill abbandonò l'idea di continuare a produrre vetture di dimensioni classiche, per intraprendere la fabbricazione di una vettura compact nella speranza di risollevare le sorti della compagnia.
Il progetto della Lark nacque quando anche le altre Case automobilistiche statunitensi (American Motors, Chrysler, Ford e General Motors), le cui gamme erano sino ad allora concentrate su modelli di grosse dimensioni, decisero (sulla scia di alcune ricerche di mercato) di introdurre nuove automobili più compatte ed economiche da mantenere; nacquero così le varie Plymouth Valiant, Chevrolet Corvair, Ford Falcon e AMC Rambler.
La Lark fu costruita sulla base delle Studebaker degli anni che andavano dal 1953 al 1958. Per ridurre le dimensioni fu accorciato lo sbalzo anteriore e posteriore (lo “sbalzo” anteriore, per esempio, è la distanza tra asse anteriore ed estremità anteriore) e il passo. Nonostante questi interventi, la vettura poteva ospitare comodamente sei passeggeri con un bagagliaio sufficientemente spazioso. La speranza era quella che il modello potesse salvare la più antica azienda statunitense produttrice di veicoli (la Studebaker fu fondata infatti nel 1852), come successe in una situazione analoga negli anni prima della seconda guerra mondiale con la Champion (1939). La Lark fu lanciata alla fine del 1958 come modello del 1959, e si ispirò proprio alla Champion per volere di Churchill.
Erano disponibili due serie di Lark, la Lark VI e la Lark VIII, che differivano dal tipo di motore installato. Entrambe le serie erano disponibili con allestimento "Deluxe" e "Regal".
Con una griglia semplice, un uso minimo delle cromature, la Lark aveva una linea migliore di quella offerta dalle dirette concorrenti della Studebaker, vale a dire la Ford, la Chrysler e la General Motors. La Studebaker Scotsman (1957-1958) provò l'esistenza di una domanda per autovetture senza troppi fronzoli. La Lark non era così spoglia come la Scotsman, ma aveva un'inconfondibile linea pulita che la differenziava dalle altre concorrenti offerte nel 1959.

## La prima serie (1959-1961)

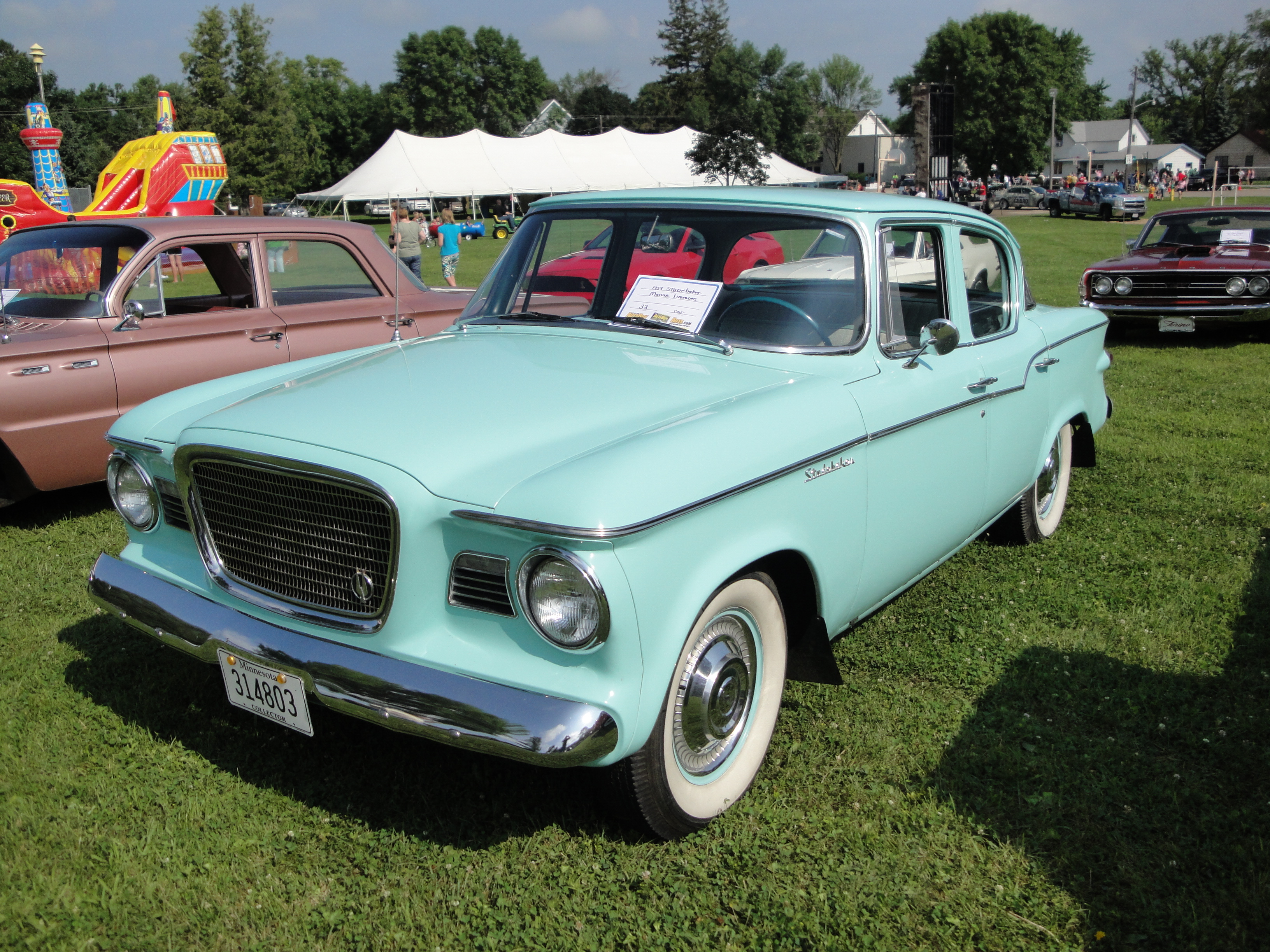
La Studebaker Lark MY 1959

La berlina aveva un passo di 2790 mm, mentre la station wagon di 2900. Il motore era disponibile in due cilindrate, da 2,8 L e da 4,2 L. Il primo era a sei cilindri in linea, mentre il secondo era un V8. Entrambi erano a valvole laterali. Le prestazioni erano ottime, infatti le vetture che montavano il V8 impiegavano circa 10 secondi per raggiungere da fermo i 60 mph (circa 97 km/h), che era quasi lo stesso tempo delle auto più grandi. Come termine di paragone, delle altre compact commercializzate dalle concorrenti (la Ford Falcon, la Chevrolet Corvair e la Plymouth Valiant), solo la Valiant impiegava meno di 20 secondi.
Le vendite del 1959 e del 1960 andarono bene anche perché le vetture compact della concorrenza non erano ancora state commercializzate nelle proprie concessionarie d’auto.
I modelli iniziali includevano berline a due e quattro porte, coupé tipo hardtop a due porte e station wagon a due porte, tutte offerte con gli allestimenti Deluxe e Regal. A parte l'AMC Rambler dell'American Motors, la Lark rappresentava la più vasta gamma di vetture compact immessa sul mercato americano. La Lark era anche la prima autovettura di questa categoria con una serie di modelli che montassero un motore V8. La similare AMC Rambler aveva infatti installato un propulsore a sei cilindri in linea.
La gamma della Lark si arricchì nel 1960 quando la compagnia commercializzò la versione cabriolet (la prima delle Studebaker di questa categoria dal 1952) e una station wagon 4 porte. Riguardo quest'ultima, fu lanciata per il calo di vendite della 2 porte, con modifiche minori alla parte posteriore che la rendevano più pratica nell'utilizzo. Il modello ebbe un buon successo.
Una versione taxi della Lark, originariamente chiamata "Econ-O-Miler", fu commercializzata sulla base della station wagon, che aveva un passo di 2900 mm. Furono aggiunti 110 mm che andarono a beneficio dello spazio riservato ai passeggeri posteriori, molto importante per un taxi.
Un tettuccio in tela fu offerto come optional per la berlina e per l'Hardtop. In questa occasione fu approntato un modesto restyling; fu modificato il frontale con una nuova griglia e nuovi fari quadrupli (quest'ultima novità era di serie per la "Cruiser" e la "Regal", e optional per la "Deluxe").
Dopo la modifica alla linea, nel 1961 la Studebaker intervenne anche sulla meccanica, ed alla Lark furono migliorate le prestazioni. La Casa automobilistica di South Bend lanciò un motto: "the compact with performability" (“la compatta con prestazioni”). Questo fu ottenuto introducendo come optional un motore V8 da 4,7 L di cilindrata proveniente dalla famiglia di vetture della Hawk. Il modello fu impiegato dalla polizia, spesso usato durante gli inseguimenti.
In seguito l'attenzione della Studebaker si concentrò sul sei cilindri in linea. L'opinione pubblica fu comunque dispiaciuta dell'abbandono del vecchio motore a valvole laterali. Ma gli ingegneri della Studebaker sapevano che il loro piccolo propulsore, il cui antenato era datato 1939, stava perdendo competitività in prestazioni e consumo di carburante. Essendo pochi i fondi a disposizione per la riprogettazione di un nuovo motore, convertirono il vecchio propulsore in uno nuovo, questa volta a valvole in testa, con un aumento della potenza da 90 a 112 hp e una diminuzione del consumo di carburante. Come conseguenza, molti collaudatori trovarono il nuovo propulsore più competitivo, anche in relazione al tempo impiegato per raggiungere i 60 mph partendo da fermo, test molto importante per l'epoca. Il nuovo motore, conosciuto come "Skybolt Six" fu installato ampiamente dal 1961. Altre innovazioni furono le bocchette di ventilazione, il pedale della frizione e un sistema sterzante aggiornato.
Sfortunatamente tutte queste novità non evitarono un calo drastico delle vendite nel 1961, soprattutto a causa della concorrenza. Ad esempio la Dodge lanciò la Lancer, e la General Motors commercializzò la Buick Special, l'Oldsmobile F-85 e la Pontiac Tempest. Queste nuove vetture compact causarono problemi alla Studebaker non solo per il loro lancio su mercato. A molte concessionarie indipendenti che commercializzavano al suo debutto anche la Lark, fu fatta pressione dalle case automobilistiche di Detroit (Ford, Chrysler e General Motors) affinché vendessero anche le nuove vetture di queste case automobilistiche. Spesso queste concessionarie che non commercializzavano con successo le Lark, si orientavano a fare un maggior sforzo per vendere gli altri modelli.

## La seconda serie (1962-1963)

### 1962

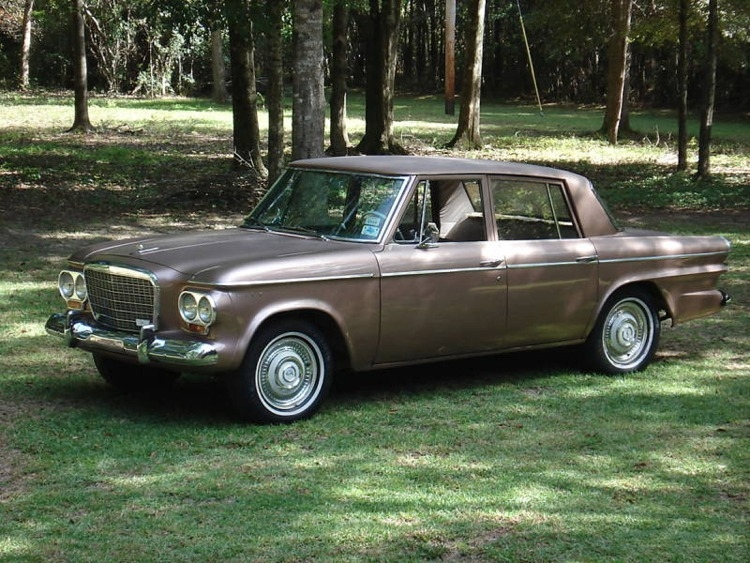
Una Studebaker Lark seconda serie berlina con allestimento "Regal" del 1963

Anche questa serie fu fabbricata a South Bend ed a Hamilton. Con uno sforzo per risalire la china da quando le Case automobilistiche di Detroit lanciarono i loro modelli tra il 1960 ed il 1961, il nuovo presidente della Studebaker, Sherwood Egbert, chiamò Brooks Stevens, un noto progettista industriale, per aggiornare la Lark. Stevens allungò il modello, specialmente la parte posteriore, e modernizzò gli interni. La Studebaker aveva un accordo con la Daimler-Benz (1957) per la distribuzione delle vetture, e forse non fu un caso che la nuova griglia anteriore s'ispirasse al famoso radiatore delle Mercedes-Benz.
L'unico modello che fu cancellato della linea di produzione del 1962 fu la serie “Deluxe” della station wagon a 2 porte, che fu surclassata da quella a 4 porte che fece il suo debutto nel 1960. Ciò fu fatto anche per soddisfare una commissione del Governo degli Stati Uniti per ampliare il proprio parco macchine. Non è certo quante vetture furono costruite per questo ordine e, sebbene il numero fu esiguo, non si sa quante esistano oggi.
L'immediato effetto del restyling di Stevens fu la ripresa delle vendite. Nonostante lo sciopero proclamato dalla United Auto Workers all'inizio del 1962, le vetture vendute furono oltre 90.000, molto di più di quanto realizzato nel 1961.

### 1963
Nel 1963 Stevens rivisitò nuovamente la Lark. Il datato parabrezza avvolgente fu eliminato e il disegno della zona sopra la linea di cintura fu alleggerito utilizzando montanti più sottili. Tolse pure le cornici che erano installate sulla carrozzeria che furono molto criticate fin dal 1953, dando un aspetto più moderno alla vettura, anche se molti acquirenti non se accorsero neppure.
All'interno della Lark, Stevens rivisitò completamente la strumentazione, con l'installazione di indicatori con lettura diretta riducendo al massimo le spie luminose, ma non trovando lo spazio per l'aria condizionata nel pannello. Per le donne, fu installato uno specchio ed un alloggiamento per il trucco vicino al compartimento per i guanti.
A parte la Avanti, la più grande innovazione della Studebaker fu l'introduzione nel 1963 del tettuccio scorrevole per le station wagon, successivamente applicato anche sulla Wagonaire. Progettato da Stevens, questa novità fu la più grande innovazione per le station wagon dagli anni quaranta, quando fu introdotto il corpo vettura in acciaio
La versione “Cruiser” della Lark fu apprezzata per le finiture lussuose. Le brochure mostravano come una "America's First and Only Limousette." (“La prima e unica limousette Americana”)
Alla metà del 1963 la Studebaker standardizzò le proprie vetture, ispirandosi alla Lark e alla Scotsman. Mentre molte, come la Cruiser, erano effettivamente delle Lark, molte altre non lo erano, e di conseguenza non avevano questo nome applicato alla vettura. Non era neppure presente il marchio Studebaker sui parafanghi anteriori, introdotto nel 1956 sulle Hawk. Oltre a questo, fu perseguita la politica di eliminare i fronzoli, sia sull'aspetto esteriore che negli interni. Grazie a questi interventi, ci fu un abbassamento dei prezzi, che ora era, per la versione base della Lark, di 1935 dollari. Questo prezzo era molto competitivo rispetto a quello delle altre Case automobilistiche per le compact e le Mid Size
Per quanto riguarda l'ingegneria, furono offerti i freni a disco costruiti dalla Bendix (forniti all'inizio sulla Avanti), ad un prezzo di 97,95 dollari; era un buon prezzo e incrementò considerevolmente lo spazio di frenata. Anche sul fronte dei motori ci furono dei cambiamenti; oltre al sei cilindri ed al V8, furono offerti dei nuovi propulsori derivati dall'Avanti, uno non sovralimentato denominato "R1" ed uno sovralimentato chiamato "R2". Questi motori rendevano la Lark estremamente competitiva nelle prestazioni. I modelli che avevano installato questi propulsori erano chiamati “Super Lark”.
Purtroppo queste novità non portarono ad un incremento delle vendite, che rimasero deludenti per tutto il 1963. In questo anno furono vendute 77000 esemplari.

## La terza serie (1964-1966)

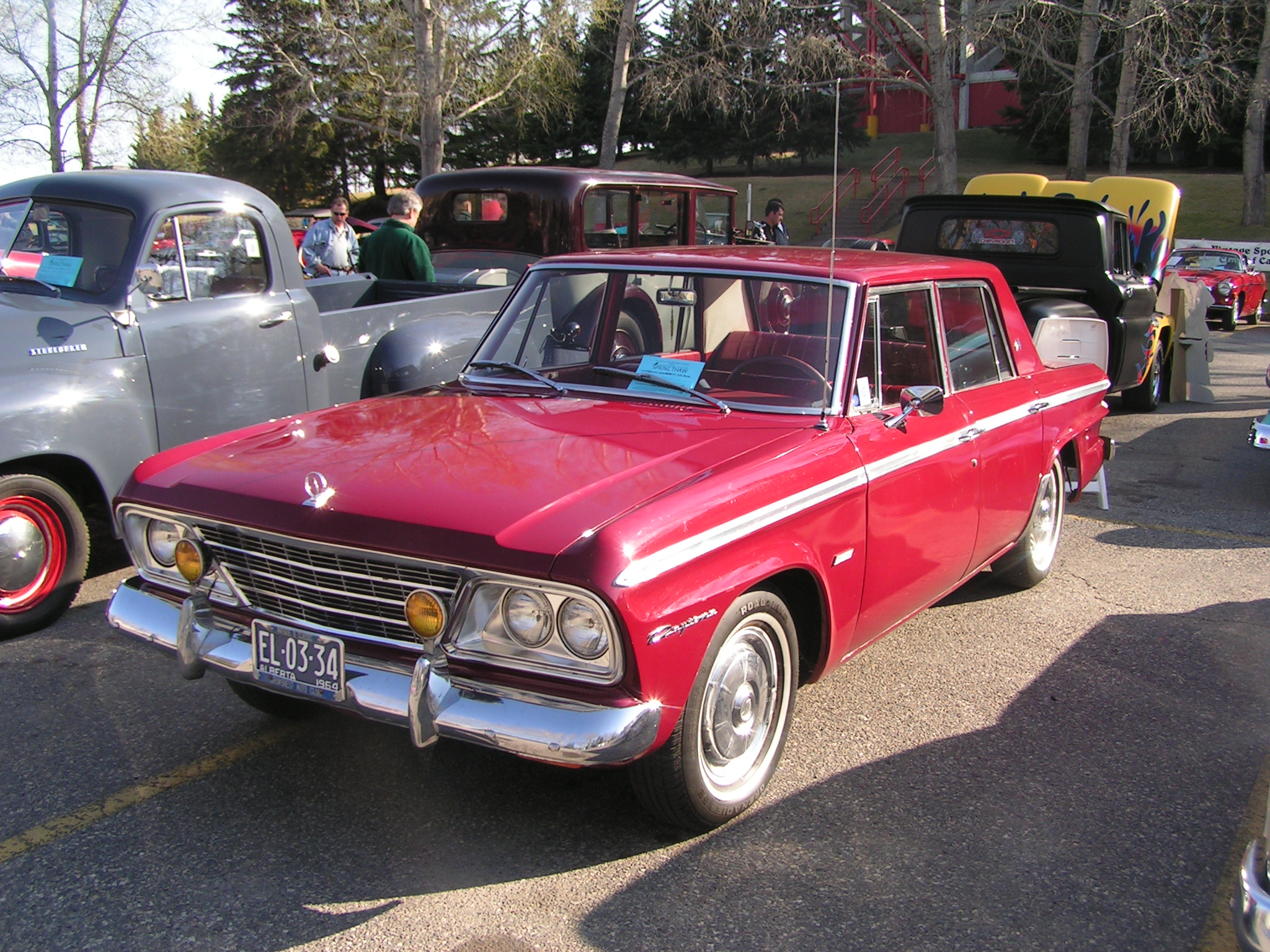
Una Studebaker Lark berlina terza serie del 1964

Anche questa serie fu assemblata negli stabilimenti Studebaker di South Bend (fino al dicembre 1963) e di Hamilton.
I motori disponibili furono il sei cilindri in linea da 3,2 L e da 3,8 L, ed il V8 da 4,6 L.
La Studebaker continuò anche nel 1964 l'opera di ammodernamento dei propri modelli, tra cui la Lark, senza intaccare il prezzo di vendita. Il risultato fu un profondo restyling che non si vedeva per la Studebaker dal 1946. Fu abbandonata la griglia di ispirazione Mercedes-Benz, ora sostituita da una di alluminio, e furono degli alloggiamenti squadrati per i fari anteriori. Stevens appiattì il cofano, il tettuccio e lo sportello del bagagliaio, e modificò la parte posteriore per incorporare le luci posteriori orizzontali e le lampadine di ricambio.
Il nuovo aspetto debuttò mentre la compagnia pensò di far uscire di scena la Lark e le derivate. I modelli più a basso prezzo furono denominati Challenger, mentre il nome Commander fu applicato alle vetture che soppiantarono le Lark con allestimento Regal. Daytona fu il nome dato alle berlina a 4 porte mentre Cruiser era la denominazione data alla gamma più elevata. Tutti i modelli, esclusa la Cruiser, offrivano una versione station wagon.
La Changeller e la Commader avevano singoli fari anteriori di serie, per la prima volta usati dal 1961. Fari doppi erano offerti come optional.
All'interno le modifiche furono minime, come ad esempio nella tappezzeria e nella posizione degli strumenti. Il tachimetro, che era installato sulla destra, fu spostato in posizione centrale, con l'optional di un contagiri o di un orologio posizionato sulla destra.
La produzione della Lark terminò nel 1966, con la chiusura dell'attività della Studebaker.

## Le versioni speciali della Lark
La particolare costruzione delle Lark fu adatta per le modifiche apportate dai carrozzieri di fiducia dei clienti per creare una nuova interpretazione della linea delle vetture. Ciò sposava in pieno uno degli slogan della Studebaker, cioè "a little different" (“un po' differente”)
Un famoso carrozziere e progettista, Pietro Frua, rivisitò completamente un ristretto numero di Lark del 1960. Due berline a 4 porte esistono tuttora, ma necessitano di essere restaurate. Furono modificate anche altre versioni a due porte berlina, ma non si sa se esistano oggi. Le Lark modificate da Frua erano degne di nota per la linea e per l'abbondante uso del vetro.
Oltre a questo, Brooks Stevens creò parecchi concept sulla base della Lark. Tre di queste vetture, una berlina a quattro porte con portiere posteriori incernierate posteriormente, una station wagon con tettuccio scorrevole (chiamato “Skyview”) e una versione sportiva due porte sono conservate allo Studebaker National Museum.
Le Lark cabriolet con telaio rinforzato derivante dalla Avanti e dalla Excalibur di Brooks Stevens, sono state fabbricate in numero limitato dopo che la casa automobilistica di South Bend terminò la produzione di autovetture, sebbene l'Excalibur continuò la fabbricazione di telai personalizzati dal cliente derivanti dalla Studebaker. La Avanti Motors continuò l'uso del telaio fino agli inizi degli anni ottanta.
Sebbene la Studebaker ritirò il nome Lark nel 1964, i collezionisti si riferivano alle autovetture prodotte dal 1964 al 1966, sia in versione berlina che station wagon, come “Lark”.